# Conseil des communes et régions d'Europe
Le Conseil des communes et régions d'Europe (CCRE), créé en 1951, est une association à but non lucratif qui œuvre à promouvoir une Europe unie fondée sur l’autonomie locale et régionale et la démocratie. 
Pour atteindre cet objectif, il s’efforce d'influencer l’avenir de l’Europe en renforçant la contribution des collectivités locales et régionales, en influençant la législation et les politiques communautaires, en favorisant l’échange d’information aux niveaux local et régional, et en coopérant avec ces partenaires ailleurs dans le monde, notamment dans le cadre de Cités et gouvernements locaux unis (CGLU), créé en mai 2004 par fusion d'IULA et FMCU.

## Organisation
Ses 150 000 membres, regroupés en 55 associations, en font la plus grande association d'autorités locales et régionales en Europe. Ils se trouvent dans 41 pays du Conseil de l'Europe.
Le CCRE constitue la section européenne de la nouvelle organisation mondiale unifiée, Cités et Gouvernements Locaux unis.
Le Secrétariat général du CCRE, sous la direction de Frédéric Vallier, se trouve à Bruxelles.

## Historique

Logo du CCRE (années 1970–2012)

Le CCRE a été officiellement fondé le 28 janvier 1951, en présence de 56 représentants de collectivités locales, notamment issus des mouvements de résistance, originaires de huit pays d'Europe: la France (le mouvement fédéraliste français « La Fédération » fondé en 1944, Jean Bareth et Jacques Chaban-Delmas), l'Allemagne, l'Italie, la Belgique, la Suisse, le Luxembourg, le Danemark et les Pays-Bas.

### Présidence du CCRE
Le CCRE est présidé depuis décembre 2022 par la norvégienne Gunn Marit Helgesen, présidente de l'Association norvégienne des pouvoirs locaux et régionaux. 
Elle succède notamment à :
- Stefano Bonaccini, président de la région Émilie-Romagne, président du CCRE de 2016 à 2022
- Íñigo de la Serna, ancien maire de Santander, président du CCRE de 2015 à 2016
- Annemarie Jorritsma [2], ancienne maire d'Almere, présidente du CCRE de 2013 à 2015
- Wolfgang Schuster, ancien maire de Stuttgart, président du CCRE de 2010 à 2013
- Michael Häupl, maire de Vienne, président du CCRE de 2004 à 2010
- Valéry Giscard d'Estaing, président du CCRE de 1997 à 2004

## Les activités du CCRE
Le CCRE œuvre à promouvoir une Europe unie fondée sur l'autonomie locale et régionale et la démocratie. Pour atteindre cet objectif, il s'efforce d'influencer l'avenir de l'Europe en renforçant la contribution des collectivités locales et régionales, en influençant la législation et les politiques communautaires, en favorisant l'échange d'information aux niveaux local et régional, et en coopérant avec ces partenaires ailleurs dans le monde. 
Ses commissions et groupes de travail cherchent à influencer la législation européenne pour faire en sorte que les intérêts et préoccupations des autorités locales et régionales soient pris en compte très en amont du processus législatif européen. Elles contribuent au programme d'activités du CCRE en organisant des séminaires et des conférences sur de nombreux sujets afin de promouvoir l'échange et la dissémination d'expériences locales et régionales.
Les activités du CCRE s'articulent autour de 5 domaines thématiques :
- Démocratie, citoyenneté et élargissement
- Gestion efficace des ressources et environnement
- Partenariat, coopération et affaires mondiales
- Cohésion économique, sociale et territoriale
- Gouvernements locaux et régionaux : employeurs et prestataires de services

## La Charte européenne pour l'égalité des femmes et des hommes dans la vie locale
En mai 2006, le CCRE a lancé une Charte européenne pour l'égalité des femmes et des hommes dans la vie locale. 
La Charte est destinée aux collectivités locales et régionales d'Europe qui sont invitées à la signer, à prendre publiquement position sur le principe de l'égalité des femmes et des hommes, et à mettre en œuvre, sur leur territoire, les engagements définis dans la Charte. 
Ce texte est aujourd'hui disponible en 27 langues et a été signé par plus de 1300 collectivités, dans 31 pays européens.
En mars 2012, le CCRE a créé un Observatoire de la charte européenne pour l'égalité des femmes et des hommes dans la vie locale, avec le soutien du gouvernement suédois et de l'Association des pouvoirs locaux suédois (SALAR). 

## Le jumelage des villes
Le CCRE est particulièrement fier de son réseau de jumelages unique en Europe. Il existe environ 26 000 jumelages entre villes de toute l'Europe. Sur ce point, le CCRE travaille en étroite coopération avec la Direction générale « Éducation et Culture» de la Commission européenne.
Pour le CCRE, les jumelages ont toujours constitué un moyen vital d'amener l'Europe aux citoyens par delà les frontières nationales, un moyen d'ériger une Europe unie et pacifique avec l'approbation de sa population.
Le CCRE a organisé à Rhodes, en mai 2007, une conférence sur « Les jumelages pour le monde de demain ».  Plus de 600 représentants de collectivités locales de toute l'Europe s'y sont retrouvés pour débattre de sujets tels que comment développer de nouveaux types de jumelage, comment recevoir un soutien financier ou encore comment les jumelages peuvent-ils aider à l'inclusion sociale.
Enfin, le CCRE a lancé un nouveau site internet exclusivement consacré aux jumelages. Le site Jumelage existe en 20 langues, d'autres seront ajoutées au fur et à mesure; il consiste en une partie présentant toutes les informations relatives aux jumelages, et une deuxième partie qui s'adresse aux collectivités locales européennes cherchant un/des partenaire(s) de jumelages sur n'importe quel thème (environnement, inclusion sociale, services aux habitants, développement économique...).

## PLATFORMA
Depuis 2008, le CCRE héberge le secrétariat de PLATFORMA, la plateforme européenne des autorités locales et régionales pour le développement. Cette plateforme permet aux collectivités et à leurs associations de se coordonner pour parler d'une seule voix auprès des institutions européennes en matière de coopération et de développement. 

## Élections européennes 2014: le manifeste des gouvernements locaux et régionaux
En vue de l'élection des députés qui siègeront au Parlement européen de 2014 à 2019, le CCRE et ses associations membres ont lancé leur manifeste des gouvernements locaux et régionaux. Ce manifeste a été adopté à l'unanimité le 3 décembre 2013 à Prague. 
Il présente les 9 propositions des gouvernements locaux et régionaux pour les 5 prochaines années, en vue de renforcer l'implication des collectivités territoriales dans la vie politique européenne :
- Continuer à faire de l'emploi des jeunes une priorité ;
- Contrôler minutieusement la mise en œuvre des fonds structurels pour atteindre une meilleure cohésion territoriale ;
- Opter pour une réglementation claire et simple et assurer la transparence lors des procédures accélérées ;
- Respecter les principes de subsidiarité et de proportionnalité ;
- Définir des objectifs ambitieux de réduction des émissions de gaz à effet de serre et développer les énergies renouvelables et l'efficacité énergétique d'ici à 2030 ;
- Augmenter le budget du programme l’Europe pour les citoyens jusqu’à l’obtention d’« 1 euro symbolique par an et par citoyen » ;
- Défendre une intégration approfondie et la légitimité démocratique de l'Union européenne et initier une Convention en vue d'élaborer une loi fondamentale de l'Union européenne ;
- Soutenir l'élargissement de l'Union européenne et impliquer tous les niveaux de collectivités locales et régionales dans le processus de négociation ;
- Soutenir les approches globales intégrées, notamment en coopération avec des partenaires dans les pays du sud.

## Sources